# 小行星2931
小行星2931（2931 Mayakovsky）是一颗围绕太阳公转的小行星。1969年10月16日，柳德米拉·切爾尼赫在克里米亚发现了此天体。
該小行星以俄羅斯詩人、藝術家和演員弗拉基米尔·马雅可夫斯基命名。
这颗小行星的绝对星等为286.12741等。